# Малякин, Иван Игнатьевич
Иван Игнатьевич Малякин (20 апреля 1915, село Пришиб, Царевский уезд, Астраханская губерния, Российская империя — 16 ноября 1974, Владивосток, РСФСР, СССР) — советский хозяйственный, государственный и политический деятель, Герой Социалистического Труда. Член КПСС.

## Биография
Родился в 1915 году в селе Пришиб Царевского уезда, Астраханской губернии.
С 1930 года — на хозяйственной, общественной и политической работе. В 1930—1970 гг. — в кузнечном цехе завода «Артель труда», матрос, траловый мастер, помощник капитана на рыболовных сейнерах Дальгосрыбтреста, старшина мотобота, капитан малого рыболовного сейнера колхоза имени Кирова в селе Сероглазка, капитан рыболовного сейнера в укрупнённом рыболовецком колхозе имени В. И. Ленина Елизовского района Камчатской области.
Указом Президиума Верховного Совета СССР от 2 марта 1957 года присвоено звание Героя Социалистического Труда с вручением ордена Ленина и золотой медали «Серп и Молот».
Избирался депутатом Верховного Совета СССР 4-го и 5-го созывов.
Умер во Владивостоке в 1974 году. Похоронен на Лесном кладбище.